# Hendrick Laurensz

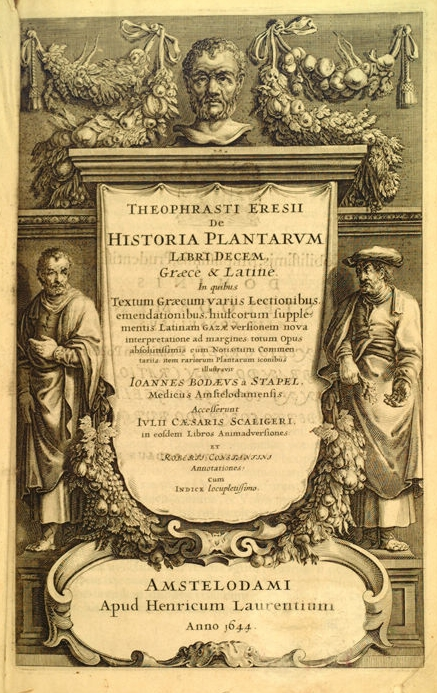
Het frontispice van Laurensz.' editie van Theophrastus' De historia plantarum. Amsterdam, 1644.

Hendrick Laurensz. of Henricus Laurentius (Amsterdam, 1588 – Amsterdam, 1649) was een uitgever en boekverkoper werkzaam in Amsterdam tussen 1607 en 1649.

## Leven en werk
Hendrick Laurensz. werd in 1588 te Amsterdam geboren als zoon van Laurens Jacobsz. en Marritgen Philips. Zijn vader was een invloedrijke uitgever in Amsterdam, die het vak had geleerd van de beroemde drukker Cornelis Claesz. Ook Hendrick Laurensz. ging bij hem in de leer en toen Claesz. in 1609 overleed, nam Hendrick Laurensz. zijn atelier over in een pand ‘op ‘t Water’, het moderne Damrak. In datzelfde jaar trouwde Hendrick Laurensz. met Grietge Tijmensdr. Gommers (1591-1629), een huwelijk waaruit één dochter zou voortkomen. Na haar dood hertrouwde Hendrick Laurensz. in 1632 met Giertje Claas (1590-?).
Laurensz. was een productief uitgever. Uit zijn 42 jaar durende carrière zijn 340 werken bekend. In navolging van Laurens Jacobsz, die zich specialiseerde in bijbeledities, richtte ook Hendrick Laurensz. zich voornamelijk op theologisch werk, maar ook wetenschappelijke teksten en klassieke werken waren hem niet vreemd.
Veel van zijn uitgaves zijn rijk geïllustreerde drukken in groot folioformaat en daarmee erg prijzig. Zo publiceerde Laurensz. een van de anatomische atlassen van Andreas Vesalius en een Hebreeuwse bijbel.
Een van zijn meest opvallende werken is een monumentale editie van het botanische De historia plantarum van Theophrastus. In dit encyclopedische naslagwerk brengt de uitgever het Griekse origineel samen met een Latijnse vertaling en commentaar van vooraanstaande wetenschappers als Josephus Justus Scaliger en Joannes Bodaeus van Stapel. Het werk is rijkelijk geïllustreerd en wordt voorafgegaan door gedichten van onder andere Casparus Barlaeus. Het werk heeft zo tot ver in de negentiende eeuw dienst gedaan als standaardeditie van De historia plantarum.
Hendrick Laurensz. stierf in 1649 op 61-jarige leeftijd en werd begraven in zijn geboortestad.  

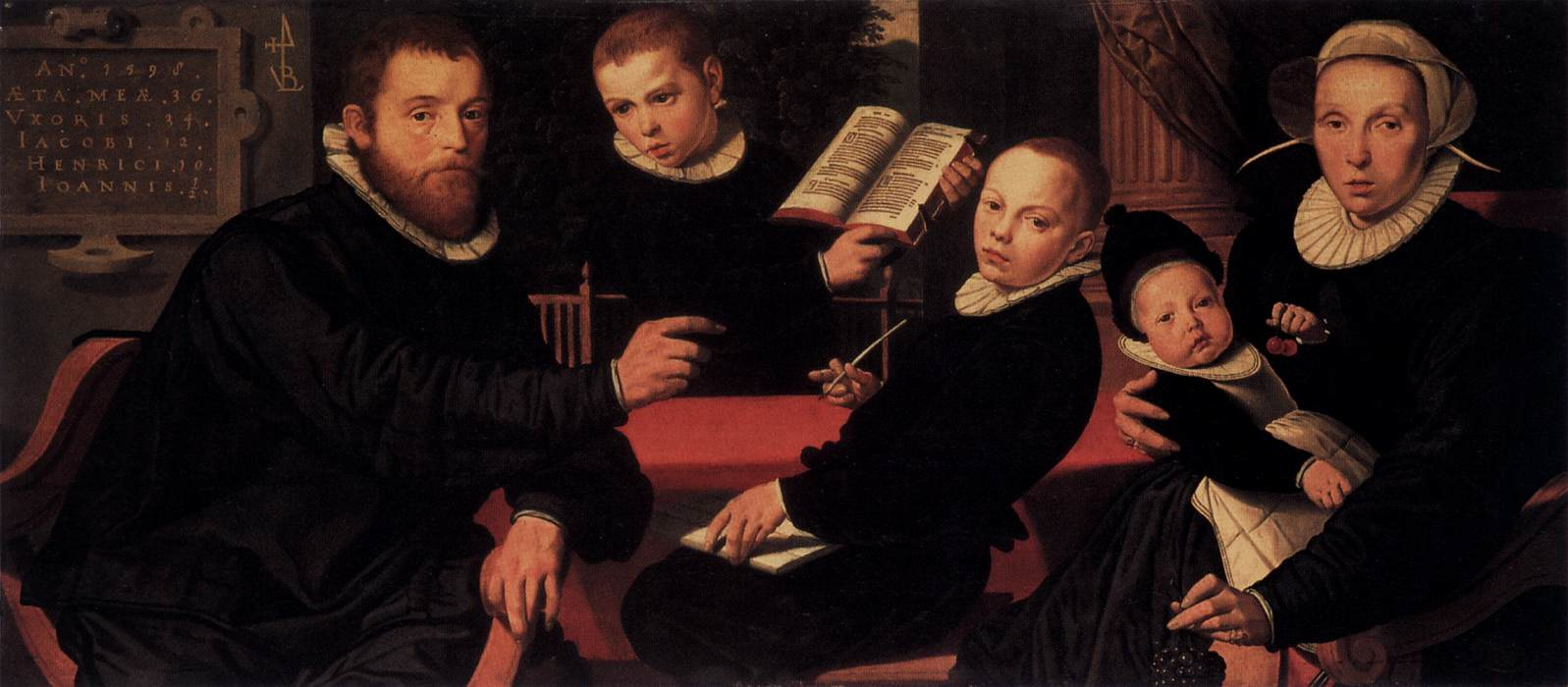
Pieter Pietersz. (I) - Laurens Jacobsz. met zijn vrouw en drie kinderen. Aan tafel met de pen zijn zoon Hendrick Laurensz.

## Uitgegeven werken
Laurensz. publiceerde voornamelijk werken in het Nederlands en Latijn, maar gaf ook enkele werken in het Frans, Spaans, Grieks en Hebreeuws uit. Totaal zijn 340 van zijn werken overgeleverd.  Laurensz. publiceerde onder andere:
- Johannes Calvijn (1610), Een disputatie van de kennisse des menschen
- Casiodoro de Reina (1625), El nuevo testamento
- Uziʾel Yiẕḥaq (1631), Biblia Hebraica, eleganti charactere impressa
- Andreas Vesalius (1633), Epitome anatomica
- Theophrastus (1644), De historia plantarum libri decem
- Bartholomaeus Cabrolius (1648), Ontleedingh des menschelycken lichaems